# Tales of Symphonia
Tales of Symphonia (jap. テイルズ オブ シンフォニア, Teiruzu obu Shinfonia) ist ein Computer-Rollenspiel der Firma Namco. Es erschien am 29. August 2003 in Japan, am 30. Juni 2004 in den USA und schließlich am 19. November 2004 in Europa, exklusiv für den GameCube, ausgenommen Japan, wo es auch für die PlayStation 2 erschien. Das Spiel wurde auch als Manga und Anime adaptiert.
Es ist der erste Titel der Tales-Reihe, der im europäischen Vertriebsraum veröffentlicht wurde. Das Charakterdesign stammt von Kōsuke Fujishima. 2008 erschien exklusiv für die Nintendo Wii der Nachfolger Tales of Symphonia: Ratatosk no Kishi (テイルズ オブ シンフォニア -ラタトスクの騎士-, US-Titel: Tales of Symphonia: Dawn of the New World).
In Japan erschien am 10. Oktober 2013 für die PlayStation 3 das Tales of Symphonia: Unisonant Pack (テイルズ オブ シンフォニア ユニゾナントパック, Teiruzu obu Shinfonia Yunizonanto Pakku) mit einem HD-Remaster des Spiels, einschließlich dessen Nachfolgertitels. Dieses wurde am 25. Februar 2014 in den USA bzw. am 28. Februar 2014 in Europa unter dem Titel Tales of Symphonia Chronicles veröffentlicht.
Am 9. November 2022 wurde zudem ein weiteres Remaster angekündigt, welches am 17. Februar 2023 für Nintendo Switch, PlayStation 4 und Xbox One erscheinen soll.

## Inhalt
Das Spiel dreht sich um die Hauptfigur Lloyd, einen etwas dümmlich erscheinenden, aber entschlossenen jungen Schwertkämpfer, und seine Freundin Colette, die Hoffnung einer sterbenden Welt.
Als Lloyd wie jeden Morgen einen Großteil des Unterrichts verschläft, erstrahlt plötzlich ein helles Licht. Sofort macht sich Professor Sage, die Lehrerin, auf den Weg zum nahe gelegenen Tempel, um nach dem Rechten zu sehen, denn das Licht signalisiert das bevorstehende Erscheinen des Engels Remiel und den Beginn der Weltenerneuerung. In deren Folge soll die Auserwählte Colette Brunel einen langen Leidensweg antreten, um am Ende selbst ein Engel zu werden und sich der Göttin Martel zu opfern.
Trotz des Verbotes schließt sich Lloyd zusammen mit seinem besten Freund Genis Sage, Raine Sages Bruder, der kleinen Gruppe an. Sie wollen die bevorstehende Opferung Colettes verhindern und trotzdem die Weltenerneuerung abschließen, um ihre Welt Sylvarant vor der Verwüstung durch die Desians, menschenfeindlicher Halbelfen, und der bevorstehenden Dürre zu retten.

## Spielmechanik
Die Kämpfe sind nicht rundenbasiert, sondern laufen in Echtzeit ab. Es kann entweder die ganze Truppe von der Konsole gesteuert werden oder der Spieler selbst die Kontrolle eines Charakters übernehmen. Je nachdem, wie viele Mitspieler vorhanden sind, können bis zu vier Personen gemeinsam die Kämpfe bestreiten. Die Taktik kann nach Belieben umkonfiguriert werden. Dazu verfügt jeder Charakter über viele individuelle Spezialattacken, die im Kampf durch Knopfdruck abgerufen werden.

## Charaktere
- Lloyd Irving (ロイド・アーヴィング, Roido Āvingu):
Er hat als Kleinkind seine Eltern verloren und wuchs deshalb bei einem Zwerg auf. Als er aus seinem Dorf verbannt wird, beschließt er, Colette auf ihrer Reise zu begleiten. Aufgrund seines speziellen Expheres ist er sehr stark, wird deshalb jedoch von den Desians verfolgt.
- Colette Brunel:
Dieses junge Mädchen ist die Auserwählte des Mana. Als vermeintliche Tochter eines Engels ist es ihre Pflicht, zur Reise der Weltenerneuerung aufzubrechen und selbst zu einem Engel zu werden. Obwohl sie unselbständig und naiv ist, hat sie ein gutes Herz.
- Genis Sage (jap. Genius Sage):
Obwohl er noch ein Kind ist, verfügt er über eine überdurchschnittliche Intelligenz. Er ist Lloyds bester Freund und setzt im Kampf Magie-Attacken ein. Erst spät nach einem Geständnis seiner Schwester erfahren die Anderen, dass er und seine Schwester Halbelfen sind. Er hasst alle Menschen, die die Halbelfen vorverurteilen.
- Raine Sage (jap. Refill Sage):
Professor Raine ist Lehrerin und Archäologin und ebenso wie ihr kleiner Bruder Genis überaus klug. Dass sie eine Halbelfe ist und aus Tethe'alla stammt, versucht sie lange geheim zu halten. Ihre Heilzauber sind für das Team von großem Wert.
- Kratos Aurion:
Der mysteriöse Söldner ist, wie sich am Ende herausstellt, Lloyds Vater. Um Lloyd und seine Freunde zu schützen, wird er zum Verräter. Nach dem Tod seiner Frau hatte er jeglichen Lebensmut verloren und kehrte zu seinem ehemaligen Schüler Mithos zurück. Bevor er ein Engel wurde, war er ein Mensch und Yuans bester Freund. Er gehört bis zum Ende des Spiels zu den vier Seraphen von Cruxis, die vor 4.000 Jahren den „Alten Krieg“ beendeten.
- Sheena Fujibayashi (jap. Shihna Fujibayashi):
Die Meuchelmörderin versucht zunächst Colette, die Auserwählte von Sylvarant, zu töten. Es gelingt ihr jedoch nicht und bald schließt sie sich dem Team an. Durch sie erfahren Lloyd und die anderen zum ersten Mal von der Parallelwelt Tethe'alla. Sheena kämpft mit Wächterkarten, außerdem kann sie Elementargeister beschwören, wenn sie zuvor einen Pakt mit ihnen eingegangen ist.
- Zelos Wilder:
Er ist der Auserwählte von Tethe'alla. Von der Kirche ursprünglich als Beobachter der Gruppe mitgeschickt, wird er bald zu einem guten Freund. Je nachdem, wie der Spieler seine Entscheidungen trifft, kann es passieren, dass Zelos vorzeitig als Verräter stirbt. Seine Fähigkeiten sind mit denen von Kratos identisch, der im Falle Zelos' Todes dessen Platz in der Gruppe einnimmt.
- Presea Combatir:
Obwohl sie aussieht wie ein Kind, ist die schweigsame Presea in Wirklichkeit schon 28 Jahre alt. Durch ein Cruxis-Kristall-Experiment wurde ihr Wachstum stark verlangsamt. Im Kampf hantiert sie mit einer riesigen Axt, die zwar eine hohe Durchschlagskraft hat, aber auch langsam ist.
- Regal Bryant:
Der reiche Adlige und Vorsitzende einer großen Firma versucht seine eigentliche Stellung und seinen Reichtum meist zu verbergen. Nachdem seine Geliebte, Preseas jüngere Schwester Alicia, durch ein fehlgeschlagenes Experiment zum Monster wurde, hatte er sie mit seinen eigenen Händen getötet. Daraufhin wurde er auf eigenen Wunsch wegen Mordes verurteilt. Seitdem kämpft er nur noch mit den Füßen.
- Mithos Yggdrasill:
Wegen eines Missverständnisses des letzten Wunsches seiner Schwester will Mithos die Menschen der Individualität berauben, um Diskriminierung aus der Welt zu schaffen. Nachdem er besiegt wurde, ist nur eine Seele gefangen in einem Cruxis-Kristall.

## Synchronisation
Die nachfolgende Tabelle listet die Synchronsprecher für das Spiel auf. Die deutsche Fassung hat die englische Lokalisation der Sprachausgabe übernommen. Für den Anime wurde auf die Seiyū der japanischen Version zurückgegriffen.
| Rolle                     | englischer Synchronsprecher | japanischer Synchronsprecher |
| ------------------------- | --------------------------- | ---------------------------- |
| Lloyd Irving              | Scott Menville              | Katsuyuki Konishi            |
| Collette Brunel           | Heather Hogan               | Nana Mizuki                  |
| Refill/Raine Sage         | Kari Wahlgren               | Yumi Tōma                    |
| Genius/Genis Sage         | Colleen O’Shaughnessy       | Ai Orikasa                   |
| Sheena/Shihna Fujibayashi | Jennifer Hale               | Akemi Okamura                |
| Presea Combatir           | Tara Strong                 | Hōko Kuwashima               |
| Regal Bryant              | Crispin Freeman             | Akio Ōtsuka                  |
| Kratos Aurion             | Cam Clarke                  | Fumihiko Tachiki             |
| Zelos Wilder              | Shiloh Strong               | Masaya Onosaka               |

## Adaptionen

### Manga
Ein von Hitoshi Ichimura aufbauend auf der Handlung des Spiels gezeichneter Manga erschien seit der August-Ausgabe 2005 innerhalb des Magazins Gekkan Comic Blade. Das letzte, abschließende Kapitel wurde in der März-Ausgabe 2007 veröffentlicht. Die bis dahin erschienenen Kapitel wurden zu fünf Tankōbon-Ausgaben zusammengefasst und um ein weiteres Buch, einem Spin-off mit dem Titel Tales of Symphonia EX (EX steht für Extra Load), ergänzt. Herausgegeben wurde die Buchreihe vom japanischen Verleger Mag Garden. Seit August 2014 werden die Bände von Tokyopop auf Deutsch veröffentlicht.
- Bd. 1: Tales of Symphonia I. 10. August 2005, ISBN 4-86127-172-X.
- Bd. 2: Tales of Symphonia II. 10. Januar 2006, ISBN 4-86127-228-9.
- Bd. 3: Tales of Symphonia III. 10. Juli 2006, ISBN 4-86127-285-8.
- Bd. 4: Tales of Symphonie IV. 10. Januar 2007, ISBN 978-4-86127-341-4.
- Bd. 5: Tales of Symphonie V. 10. Juli 2007, ISBN 978-4-86127-393-3.
- Bd. 6: Tales of Symphonia EX. 10. Juli 2007, ISBN 978-4-86127-394-0.

Des Weiteren erschien der Yonkoma-Manga Tales of Symphonia: 4-koma Kings (テイルズオブシンフォニア 4コマKINGS) mit insgesamt fünf Bänden bei Ichijinsha unter dem Imprint DNA Media Comics. Die Handlung wurde von Sara Yajima geschrieben. Die Zeichnungen stammen von Atsuko Nakajima.
- Bd. 1: Tales of Symphonia: 4-koma Kings. 25. November 2003, ISBN 4-7580-0145-6.
- Bd. 2: Tales of Symphonia: 4-koma Kings Vol.2. 25. Mai 2004, ISBN 4-7580-0179-0.
- Bd. 3: Tales of Symphonia: 4-koma Kings Vol.3. 25. November 2004, ISBN 4-7580-0218-5.
- Bd. 4: Tales of Symphonia: 4-koma Kings Vol.4. 25. August 2005, ISBN 4-7580-0264-9.
- Bd. 5: Tales of Symphonia: 4-koma Kings Vol.5. 25. Dezember 2006, ISBN 4-7580-0361-0.

### Anime
Das Studio ufotable animierte im Auftrag von Frontier Works und Geneon Entertainment Original Video Animation zum Spiel. Regie führte Haruo Sotozaki, das Charakterdesign entwarf Akira Matsushima und die künstlerische Leitung lag bei Hiromichi Itō.
Das erste Kapitel, Sylvarant-hen, mit vier Folgen wurde vom 8. Juni bis 21. Dezember 2007 veröffentlicht. Der Vorspanntitel der Serie, Almateria, wurde von Eri Kawai und der Abspanntitel Negai von Kaori Hikita gesungen.
2010 folgte eine Fortsetzung, Tethe’alla-hen (テイルズ オブ シンフォニア THE ANIMATION テセアラ編), mit weiteren vier Folgen veröffentlicht am 25. März 2010. Das Vorspannlied Tenkū no Canaria (天空のカナリア) stammt von Nana Mizuki, den Abspann unterlegte man mit Inori no Kanata (祈りの彼方) von Akiko Shikata.
Ein weiteres OVA-Kapitel mit drei Folgen kam als Sekai Tōgō-hen (テイルズ オブ シンフォニア THE ANIMATION 世界統合編) am 31. Dezember 2011 heraus. Für den Vorspann verwendete man das Lied Ho-n-to U-so (ホ・ン・ト・ウ・ソ) von Me. Des Weiteren kommen die Liedtitel Taga Tame no Sekai (誰ガ為ノ世界 Taga Tame no Sekai), Ibitsu, Hikari Furu Basho de~Promesse~ (光降る場所で~Promesse~) und Kaze wa Harukana Asu o Shiru (風は遥かな明日を知る) vor, alle von Akiko Shikata.
Am 25. Februar 2015 gab der Publisher KSM bekannt, alle drei Kapitel 2016 in Deutschland auf den Markt zu bringen.

### Romane
Von Shō Yūki stammt der dreiteilige Roman Tales of Symphonia (2003), von Sara Yajima (2004) Tales of Symphonia: Toki no Kagayaki (テイルズ オブ シンフォニア 久遠の輝き) in vier Teilen und Tales of Symphonia: Midori no Utsuwa (テイルズ オブ シンフォニア 青翠の器), sowie von Takumi Miyajima im Jahr 2013 Tales of Symphonia: Shokuzai no Kratos (テイルズ オブ シンフォニア 贖罪のクラトス).